# Novo Selo (Vidin)
Novo Selo (Bulgaars: Ново село, "nieuw dorp") is een dorp in het noordwestelijkste deel van Bulgarije in het oblast Vidin. Het dorp ligt op de zuidelijke oever van de Donau. De plaats is het bestuurlijke centrum van de gelijknamige gemeente.

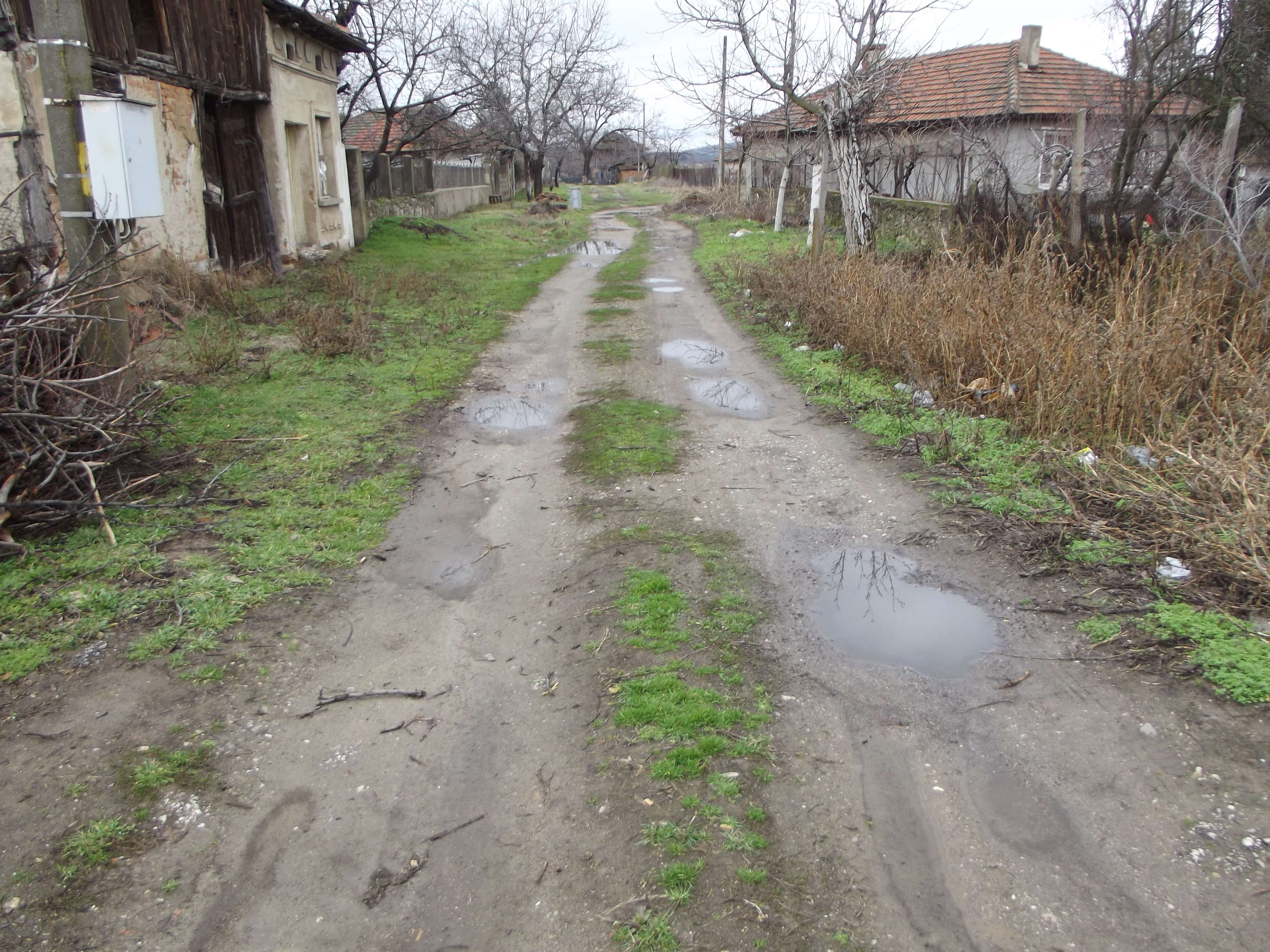
Een straat in Novo Selo

## Bevolking
Op 31 december 2019 telde de gemeente Novo Selo 2.423 inwoners, waarvan 1.167 mannen en 1.256 vrouwen. Het dorp Novo Selo telde 917 inwoners, gevolgd door Vinarovo met 534 inwoners, Florentin met 273 inwoners en Jasen met 221 inwoners. De bevolking van de gemeente Novo Selo (het dorp Novo Selo inclusief de drie nabijgelegen dorpen) is sinds de jaren vijftig van de twintigste eeuw met bijna 77% afgenomen. De gemeente kampt met uiterst ongunstige demografische ontwikkelingen. In 2019 werden er in totaal 11 levendgeborenen geregistreerd, terwijl het aantal sterftegevallen met 100 overlijdens ruim negen keer hoger was.
| dorp Novo Selo     | 4 535  | 4 318  | 3 393 | 3 157 | 2 503 | 1 961 | 1 898 | 1 484 | 1 015 | 917   |
| dorp Vinarovo      | 2 178  | 2 210  | 2 189 | 1 999 | 1 846 | 1 535 | 1 368 | 1 056 | 755   | 534   |
| dorp Negovanovtsi  | 1 572  | 1 695  | 1 440 | 1 485 | 1 435 | 1 152 | 986   | 842   | 598   | 499   |
| dorp Florentin     | 1 211  | 1 189  | 1 209 | 1 037 | 829   | 673   | 559   | 462   | 352   | 273   |
| dorp Jasen         | 910    | 877    | 787   | 718   | 574   | 463   | 416   | 362   | 259   | 221   |
| gemeente Novo Selo | 10 406 | 10 289 | 9 018 | 8 396 | 7 187 | 5 784 | 5 227 | 4 206 | 2 979 | 2 423 |

De gemiddelde leeftijd van de bevolking is ongeveer 61 jaar oud. De mannelijke bevolking is gemiddeld 56 jaar oud en de vrouwelijke 65 jaar oud. 
| 0-4 jaar         | 73    | 38    | 35    |
| 5-9 jaar         | 63    | 27    | 36    |
| 10-14 jaar       | 97    | 51    | 46    |
| 15-19 jaar       | 103   | 60    | 43    |
| 20-24 jaar       | 81    | 50    | 31    |
| 25-29 jaar       | 96    | 50    | 46    |
| 30-34 jaar       | 98    | 56    | 42    |
| 35-39 jaar       | 119   | 69    | 50    |
| 40-44 jaar       | 120   | 62    | 58    |
| 45-49 jaar       | 149   | 87    | 62    |
| 50-54 jaar       | 148   | 87    | 61    |
| 55-59 jaar       | 152   | 77    | 75    |
| 60-64 jaar       | 225   | 105   | 120   |
| 65-69 jaar       | 303   | 124   | 179   |
| 70-74 jaar       | 314   | 133   | 181   |
| 75-79 jaar       | 232   | 104   | 128   |
| 80 jaar en ouder | 318   | 108   | 210   |
| Totaal           | 2 691 | 1 289 | 1 402 |

### Etniciteit en religie
In 2011 vormden etnische Bulgaren zo'n 97% van de bevolking van de gemeente Novo Selo en 92,5% van de bevolking van het dorp Novo Selo. In het dorp Novo Selo woonden bovendien 64 Roma (±6,5%), terwijl er in het dorp Florentin een aantal Vlachen woonden. Het Bulgaars dat in gemeente Novo Selo wordt gesproken heeft veel invloeden uit Oost-Romaanse talen en uit het Servisch uit het naburige Servië.
Van de 2.979 inwoners reageerden er 2.617 op de optionele volkstelling van 2011. Zo'n 2.536 personen, oftewel 96,9% van de bevolking, waren lid van de Bulgaars-Orthodoxe Kerk. Verder waren er 64 inwoners zonder religie, 11 katholieken en 5 protestanten. 

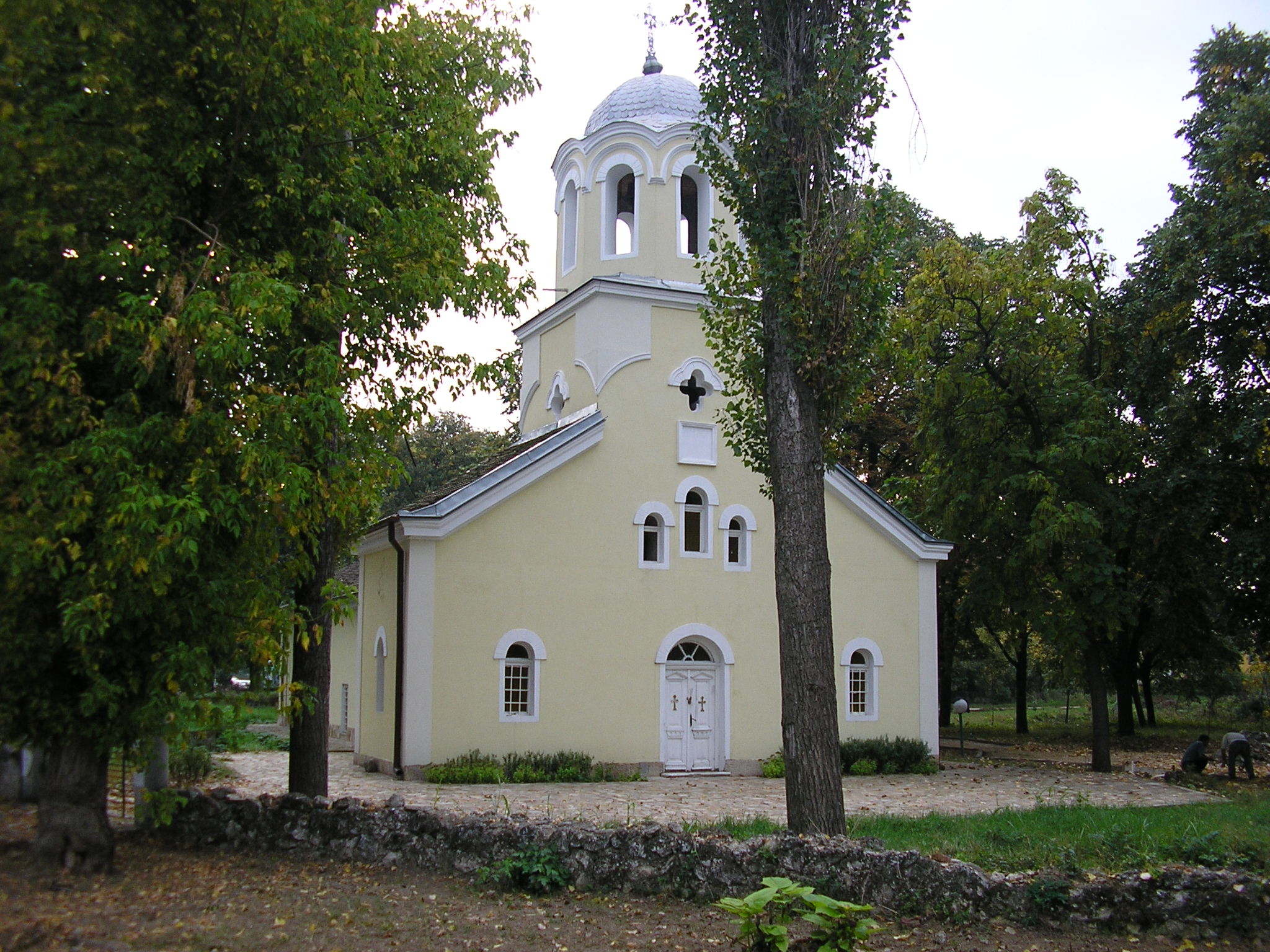
De Sveti Nikola-kerk